# Lars Axel Blombergson
Lars Axel Blombergson, född 17 augusti 1841 i Söderhamn, död 18 november 1879 i Moline, Illinois, var en svensk-amerikansk konstnär.
Han var son till målaren Albert Blombergsson och Gustava Helena Söderholm och från 1872 gift med Hannah Rundquist. Blombergson studerade målning och teckning vid privata målarskolor i Stockholm. Han utvandrade 1868 till Amerika där han först bodde några år i Chicago. Han flyttade till Moline 1871 och var där verksam som dekorationsmålare och försåg åtskilliga svenska kapell och församlingar med dekorationsmålningar. Han arbetade dessutom som porträttmålare och lärare i måleri i Moline.